# La mujer más honesta del mundo
 La mujer más honesta del mundo es una película en blanco y negro de Argentina dirigida por Leopoldo Torres Ríos según su propio guion escrito en colaboración Leopoldo Torre Nilsson sobre la obra teatral homónima de Enrique Guastavino que había sido estrenada por Roberto Casaux en 1929, que se terminó de producir en 1947. Acusada por la mojigatería de ser una apología de la inmoralidad, la exhibición de la película fue prohibida en Buenos Aires por la Comisión de Censura Municipal por lo que sólo fue exhibida en forma efímera y circunstancial en algunos puntos del interior del país. Fue protagonizada por Pepe Arias, Ana María Lynch, Miguel Faust Rocha y Felisa Mary.

## Sinopsis
La bella mujer de un carnicero mediocre y bonachón se enamora de un cerebral profesor de filosofía que poco a poco le revela un horizonte en pugna con su inocencia.

## Reparto
Intervinieron en el filme los siguientes intérpretes:
- Pepe Arias
- Ana María Lynch
- Miguel Faust Rocha
- Felisa Mary
- Gogó Andreu
- Jorge Salcedo

## Comentario
Jorge Miguel Couselo escribió:

”Su hermosura (de la muchacha), según el analítico advenedizo, justifica cualquier desliz y el pecado es, en el mejor caso, sólo una valla inventada por la sociedad para frenar la plena realización individual…tiene su antecedente en La luz de un fósforo, es su equivalente bajo instancias argumentales diferentes, aunque emparentada en la liberación individual para la búsqueda de la realización por el amor….deliberada puesta teatral pero no es teatro fotografiado.”

1. 
2. 

- Información sobre La mujer más honesta del mundo  en el sitio del cine nacional
- Información sobre La mujer más honesta del mundo  en Internet Movie Data Base

ORDENAR:Mujer mas honesta del mundo,La